# Cuphea mexiae
Cuphea mexiae är en fackelblomsväxtart som beskrevs av Bacigal.. Cuphea mexiae ingår i släktet blossblommor, och familjen fackelblomsväxter. Inga underarter finns listade i Catalogue of Life.